# Pawns of Mars
Pawns of Mars è un film muto del 1915 diretto da Theodore Marston.

## Produzione
Il film fu prodotto dalla Vitagraph Company of America (come Broadway Star Feature).

## Distribuzione
Distribuito dalla General Film Company, il film uscì nelle sale cinematografiche statunitensi il 24 aprile 1915.